# Route provinciale 4014 (Maroc)
 (novembre 2018).
Si vous disposez d'ouvrages ou d'articles de référence ou si vous connaissez des sites web de qualité traitant du thème abordé ici, merci de compléter l'article en donnant les références utiles à sa vérifiabilité et en les liant à la section « Notes et références ».
La route provinciale 4014 ou P4014 est une route provinciale marocaine de 10,6 km reliant le quartier Aviation à Akrach à Rabat, au Maroc.

## Description
La route débute au niveau de l'Avenue Mohamed VI, traverse l'Avenue Al Haouz, l'A1, puis s'arette à l'intersection avec la P4025.
Du nord au sud, elle est dénommée Avenue Souss, Avenue Mohamed Ben Hassan El Ouazzani, Avenue Akrach puis Route Akrach.
Elle est goudronnée sur tout son parcours.